# Esparcette
De esparcette (Onobrychis viciifolia) is een vaste plant uit de vlinderbloemenfamilie (Leguminosae). Een bloeiende esparcette lijkt veel op lupine (Lupinus). De plant komt in Nederland zowel gekweekt als verwilderd voor. In het zuiden van Europa is hij langs de weg of in droge graslanden te vinden.
De esparcette wordt gekweekt voor de toepassing als veevoer en als groenbemester.
De bloem heeft een doorsnede van 1-1,2 cm en heeft een donkerroze bloemkroon. De bloemen vormen een gerekte kegelvormige tros, die van mei tot september in bloei staat.
Het blad is oneven geveerd. Er zijn dertien tot vijfentwintig deelblaadjes van elk circa 3 cm lang.
De plant draagt een peul die niet openspringt. Deze peul is klein, 5-8 mm lang en heeft stekelige kanten.

## Plantengemeenschap
Esparcette is een kensoort voor het verbond van matig droge kalkgraslanden (Mesobromion).